# Barylypa apicate
Barylypa apicate là một loài tò vò trong họ Ichneumonidae.